# Episinus pictus
Episinus pictus là một loài nhện trong họ Theridiidae.
Loài này thuộc chi Episinus. Episinus pictus được Eugène Simon miêu tả năm 1895.